# Lijst van beelden in Son en Breugel
Dit is een (onvolledige) chronologische lijst van beelden in Son en Breugel. Onder een beeld wordt hier verstaan elk driedimensionaal kunstwerk in de openbare ruimte van de Nederlandse gemeente Son en Breugel, waarbij beeld wordt gebruikt als verzamelbegrip voor sculpturen, standbeelden, installaties, gedenktekens en overige beeldhouwwerken.
| Geplaatst        | Omschrijving | Kunstenaar                               | Straat | Plaats         | Materiaal                | Afbeelding     |
| ---------------- | --- | ---------------------------------------- | --- | -------------- | ------------------------ | -------------- |
| 1926             | Pieter Bruegelmonument | Alexander Kropholler / Firma L. Petit    | Pieter Brueghelplein | Breugel        | natuursteen              |                |
| 1927             | Heilig Hartbeeld (Breugel)                                                                                                | Firma J. Custers                         | Beemdstraat tegenover nr. 12b, naast achterzijde kerk | Breugel        |                          |                |
| 1960             | Gevelreliefs | Leo Geurtjens                            | Kerkplein 5 (Dommelhuis, voormalige kerk) | Son            | baksteen                 |                |
| 1964             | De Parachutist (oorlogsmonument)                                                                                          | Jan van Gemert                           | Europalaan bij vijver (nabij nr. 5) | Son            | beton                    | De Parachutist |
| 1968             | Fontein 101 | Theo van Amstel                          | 17 Septemberplein, hoek Boslaan / Heistraat (in 2004 verplaatst vanaf Raadhuisplein) | Son            |                          | De fontein     |
| 1969             | Carnaval des Animaux | Hans Goddefroy                           | Bijenlaan bij nr. 1 | Son            | brons                    |                |
| 1971             | Spelende Kinderen |                                          | Locatie onbekend, was Breugel, Jupiterstraat |                |                          |                |
| 1972             | De Zonnewijzer | Gé Verhulst                              | locatie onbekend (oorspronkelijk bij de Apollohal aan de Europalaan in Son, in 1992 verplaatst naar "De Vloed", Crocusstraat/Anemoonstraat in Son) |                |                          |                |
| Begin jaren 1980 | Ingesneden Ronding | Michiel de Nooij                         | Piet Heinlaan voor nr. 30 | Breugel        | roestvast staal          |                |
| 1991             | Man met Hond | D. Meyling-Lieneman                      | Airbornestraat 1 (verplaatst van Raadhuisplein) | Son            | brons                    |                |
| 1991             | Prae-Historie | Michiel de Nooij                         | Planetenlaan, hoek Hendrik Veenemanstraat | Son            | roestvast staal          |                |
| 1992             | Communicatie | Theo van Brunschot                       | Europalaan bij nr. 2 | Son            | graniet                  |                |
| 1992             | Genoveva | I. van der Ploeg                         | Genovevastraat bij nr. 17 | Breugel        | brons                    |                |
| 1992             | In Beweging | Fons Schobbers                           | Dudokstraat tegenover nr. 3, westzijde vijver | Son            | brons                    |                |
| 1995             | De Muzen | Tjikkie Kreuger                          | Europalaan bij nr. 1 | Son            | brons                    |                |
| 1996             | Pieter Brueghel (borstbeeld)                                                                                              | Jan Couwenbergh                          | Veerstraat, hoek Stakenburgstraat | Breugel        | brons                    |                |
| 1996             | Stoelendans | Dick van Wijk                            | Kerkstraat bij nr. 2 | Son            | roestvast staal en brons |                |
| 1997             | Kosmos | Rob Sanders                              | Leeuwstraat 2, aan westzijde "Boerderij" | Breugel        |                          |                |
| 1998             | Blauw zitelement | Marus van der Made                       | Kloosterstraat bij nr. 10 | Son            |                          |                |
| 1998             | Rood zitelement | Marus van der Made                       | Asteroïdenlaan, hoek Van Gentlaan | Breugel        |                          |                |
| 1998             | De Wachters | René Donders                             | Amerikalaan tegenover Amstellaan | Son            | messing                  |                |
| 1999             | Sonnebank | Marus van der Made                       | Exemplaren zijn te vinden op Veerstraat tussen Dommel en nr. 50, Rooijseweg bij nr. 1, Dudokstraat bij vijver, hoek Vlinderlaan en Bestseweg, hoek Ekkersrijt 2000 en Eindhovenseweg, hoek Ekkersrijt 4000 en 10000, nabij de Sonse Jachthaven, en Science Park. | Son en Breugel | staal                    |                |
| 2000             | Drie Vliegende Eenden | Jacqueline van der Laan                  | locatie onbekend (oorspronkelijk Son, Ekkersrijt bij 7025) |                |                          |                |
| 2000             | Magnetische Krachten (Kinetische kunst, nabij enkele Sonnebanken en Dreamers of Eindhoven)                                | Hans Kooi                                | Ekkersrijt 5500 | Son            | roestvast staal          |                |
| 2014             | De Prins van Krutjesgat                                                                                                   | Caroline Hörchner                        | Markt | Son            | brons                    |                |
| 2018             | Descending Liberation | Senna van Lieshout                       | Planetenlaan / Kometenlaan (rotonde) | Breugel        |                          |                |
| 2018             | Schemerlamp | Annelies Schoth / Anne Huddleston Slater | Boslaan / 't Zand (rotonde) | Son            | cortenstaal              | Schemerlamp    |
| 2018             | Dreamers of Eindhoven (Prodrive collection) - zeven figuren op sokkels (nabij enkele Sonnebanken en Magnetische Krachten) | Francesca Marti                          | Science Park Eindhoven 5530 | Son            | gietaluminium, gepolijst |                |
| 2019             | Poorten van hoop | Juul Rameau                              | Kanaalstraat - Eindhovenseweg (rotonde) | Son            | cortenstaal              |                |
| 2021             | Skyline Son en Breugel | Patrick Beverloo                         | Europalaan - Gentiaanlaan - Afrikalaan (rotonde) | Son            |                          |                |